# Concert voor piano (vierhandig) en kamerorkest
Alfred Schnittke voltooide zijn Concert voor piano (vierhandig) en kamerorkest in 1988. Het wordt gezien als zijn derde pianoconcert. Het is geschreven voor en opgedragen aan zijn vrouw Irina Schnittke en vriendin Victoria Postnikova. Victoria op haar beurt was de echtgenote van Gennadi Rozjdestvenski, een Russisch dirigent die zich heeft ingezet voor de uitvoering van Schnittkes moeilijkere (lees modernere) stukken.
Schnittke woonde al in Hamburg toen hij dit pianoconcert componeerde. Schnittke vond het een uitdaging om een concert te schrijven waarbij de twee solisten, in dit geval pianisten aan één instrument zitten en het samen moet opnemen tegen het kamerorkest. Schnittke heeft de normale situatie van het concert omgedraaid en laat in wezen de leden van het kamerorkest als solisten optreden tegen de twee pianisten, die een eenheid vormen. Het concert verschilt hemelsbreed met zijn eerste pianoconcert, het concert voor piano en orkest. De klassieke klank en opbouw zijn respectievelijk geheel en grotendeels verdwenen. Het werk staat bol van dissonanten in zowel solo-, orkest- en begeleidingspartijen.
Het eendelig werk kreeg haar eerste uitvoering in Moskou met mevrouw Schnittke en Postnikova achter de piano en Rozjdestvenski op de bok; het Kamerorkest van Moskou was het orkest van dienst.

## Orkestratie
- 1 dwarsfluit, 1 hobo, 1 klarinet, 1 fagot
- 1 hoorn, 1 trompet, 1 trombone, 1 tuba
- 2 man / vrouw percussie voor pauken, grote trom en vibrafoon
- violen, altviolen, celli, contrabassen

## Discografie
- Uitgave Phonix Edition : Rundfunk-sinfonieorchester Berlin o.l.v. Franz Strobel met Eva Kupiec en Maria Lettberg (solisten) (opname september 2006)
- Uitgave CPO: Radio-Philharmonie Hannover des NDR o.l.v. Eiji Oue, Genova & Dimitrov (solisten)
- CD Erato 2292-45742-2 en Apex: London Sinfonietta, o.l.v. Gennadi Rozjdestvenski (cond), Irina Schnittke & Victoria Postnikova (piano)
- CD Revelation RV 10009: Russisch Staats Symfonieorkest, o.l.v. Gennadi Rozjdestvenski (cond), Irina Schnittke & Victoria Postnikova (piano)